# Mohamed Bouazizi
Mohamed Bouazizi (29 tháng 3 năm 1984 – 4 tháng 1 năm 2011; tiếng Ả Rập:محمد بوعزيز) là một thanh niên người Tunisia làm nghề bán rau. 17 tháng 10 năm 2010, Mohamed Bouazizi đã tự thiêu để phản đối việc cảnh sát cấm anh ấy bán hàng trên đường phố. Hành động tự thiêu của anh đã trở thành chất xúc tác cho cuộc Cách mạng Tunisia và mùa xuân Ả Rập, kích động bạo loạn và biểu tình chống chính phủ về vấn đề xã hội và chính trị. Từ Tunisia, làn sóng biểu tình đã lan rộng ra nhiều quốc gia Ả Rập khác.

## Thời trẻ và nỗ lực tìm kiếm việc làm
Mohamed Bouazizi, người được biết đến tại địa phương với tên gọi Basboosa, sinh ra ở Sidi Bouzid, Tunisia, ngày 29 tháng 3 năm 1984. Cha của anh là một công nhân xây dựng ở Libya, chết vì một cơn đau tim khi Bouazizi lên ba tuổi, mẹ ông kết hôn với chú của Bouazizi một thời gian sau. Cùng với sáu anh chị em ruột của mình, Bouazizi đã được giáo dục trong một trường học một phòng thôn quê ở Sidi Salah, một ngôi làng nhỏ cách làng Sidi Bouzid. 12 dặm(19 km). Mặc dù các phương tiện truyền thông một số cửa hàng báo cáo rằng Bouazizi có trình độ đại học. Em gái anh, Samia Bouazizi, nói rằng ông chưa bao giờ tốt nghiệp từ trường trung học, nhưng nó là cái gì đó để anh mong muốn cho bản thân, chị em và chú của anh có sức khỏe tốt để có thể người thân của anh có thể kiếm được nhiều tiền hơn, Bouazizi đã làm việc công việc khác nhau kể từ khi cậu lên 10 tuổi, và trong thời kỳ thiếu niên của mình, cậu bỏ học để làm việc toàn thời gian.
Bouazizi sống trong một ngôi nhà bằng vữa khiêm tốn, đi bộ 20 phút từ trung tâm của Sidi Bouzid, một thị trấn nông thôn ở Tunisia bị ảnh hưởng nặng nề bởi nạn tham nhũng và có tỷ lệ thất nghiệp rất cao, ước tính khoảng 30%. Theo mẹ của anh, cậu đã xin gia nhập quân đội, nhưng bị từ chối, và một số đơn xin việc sau này cũng đều bị từ chối. Cậu kiếm tiền nuôi mẹ, chú và anh chị em ruột, bao gồm cả việc hỗ trợ tiền cho một trong những chị em mình theo học đại học bằng thu nhập khoảng 140 USD cho mỗi tháng bán hàng tự sản xuất trên đường phố ở Sidi Bouzid. Anh cũng làm việc để đạt mục tiêu mua hoặc thuê xe tải cho công việc của mình. Một người bạn gần của Bouazizi nói ông "là một người rất nổi tiếng vì đã cung cấp miễn phí trái cây và rau quả cho các gia đình rất nghèo".

## Hành động tự thiêu
Bouazizi tự thiêu ngày 17 tháng 10 năm 2010 để phản kháng vì cảnh sát cấm anh bán hàng trên đường phố. Hành động của anh đã trở thành một chất xúc tác cho cuộc Cách mạng Tunisia và mùa xuân Ả Rập, kích động bạo loạn và biểu tình phản đối của Tunisia trong cả vấn đề xã hội và chính trị trong nước. Công chúng rất tức giận và bạo lực tăng lên sau cái chết của Bouazizi, lúc đó Tổng thống Zine El Abidine Ben Ali đã từ chức vào ngày 14 tháng 1 năm 2011 sau 23 năm nắm quyền.
Sự thành công của các cuộc biểu tình gây ra cuộc biểu tình ở Tunisia đã kéo theo các cuộc biểu tình ở nhiều nước Ả Rập khác. Các cuộc biểu tình bao gồm nhiều người mô phỏng hành động tự thiêu của Bouazizi, trong một cố gắng để mang lại kết thúc các chính phủ chuyên quyền của họ. Những người này và Bouazizi được một số nhà bình luận Ảrập hoan nghênh như là "anh hùng liệt sĩ của một cuộc cách mạng mới ở Trung Đông". Năm 2011, Bouazizi đã được đồng trao giải Sakharov cùng với người khác vì những đóng góp của họ lò để trao đổi lịch sử "trong thế giới Ả Rập".